# Theater der Stadt Schweinfurt
Das Theater der Stadt Schweinfurt wird als Bespieltheater ohne eigenes Ensemble in Schweinfurt betrieben. In jeder Spielzeit stehen etwa 150 Aufführungen mit Künstlern aus dem In- und Ausland auf dem Programm.
Das 1966 fertiggestellte Theater steht unter Denkmalschutz. Die einzelnen Aufführungen finden entweder im großen Theatersaal mit Haupt- und Nebenbühne statt, mit 750 Sitzplätzen im Sprechtheater, bzw. 695 Plätzen im Musiktheater oder im Oberen Foyer mit 200 Plätzen. Zudem kann in der Hauptbühne ein Studiotheater mit 155 Plätzen eingerichtet werden. Die drei Spielstätten werden im Schnitt von mehr als 80.000 Menschen jährlich besucht, darunter befinden sich seit vielen Jahren konstant 6.600 Abonnenten. Publikum kommt auch aus den umliegenden Metropolregionen.
Das Theater ist die zweite Heimat der Bamberger Symphoniker – Bayerische Staatsphilharmonie, die im März 2019 hier ihr 500. Konzert gaben.

## Lage
Das Theater liegt zwischen der Schweinfurter Altstadt und der Neutorvorstadt, nahe der Stadtmauer, im Châteaudun-Park. Der Park ist Teil der Ringanlagen, in denen sich 200 Meter südlich des Stadttheaters die Kunsthalle Schweinfurt befindet.

## Geschichte
Das erste durch zeitgenössische Aufzeichnungen bezeugte Theaterstück "Komödie vom jüngsten Gericht" führte Lateinschullehrer Jodokus Vollkopf auf dem Tanzboden Rathauses am Marktplatz im Jahr 1572 auf.
Ein erster Theaterbau (ehemaliges Bethaus der Freien Christlichen Gemeinde) befand sich am Schillerplatz und wurde als solcher ab 1858/59 bis zu seiner Zerstörung durch Luftangriffe im Zweiten Weltkrieg genutzt. Danach diente zunächst ein Saalbau der Firma FAG Kugelfischer als Spielstätte, bis 1951 die Stadthalle an der Friedrich-Ebert-Straße eröffnet wurde, in der ab 1952 ca. 130 Theateraufführungen pro Jahr stattfanden.
An der Stelle des heutigen Theaters befand sich die Christina-Schanze auf der vor 1833 ein Wohnhaus im Biedermeier-Stil errichtet wurde. Später wurde es zur Gartenwirtschaft Schadsche Schanze ausgebaut, mit einem muschelförmig überdachten Orchesterpodium. 1887 wurde neben dem Haus der Saalbau Mayer errichtet. 1944 wurde er durch Fliegerbomben völlig zerstört.
1959 legte der Karlsruher Architekt Erich Schelling für die Schanze Pläne für ein Museum für die Sammlung Georg Schäfer vor, das später als Museum Georg Schäfer an anderer Stelle errichtet wurde. Nachdem die Stadt Schweinfurt für den Ort der Schanze, die abgetragen wurde, die Pläne für das Museum nicht weiter verfolgte, fasste sie 1961 den Beschluss, hier ein neues Theater zu errichten. Schelling entwarf einen kühnen, modernen Theaterbau. Als Innenarchitektin betätigte sich seine Frau Trude Schelling-Karrer. Ihre Glaskompositionen dienen gleichzeitig der Akustik und Gestaltung.
Während der Planungs- und Bauzeit gab es auch Überlegungen, ein eigenes Ensemble zu gründen, wovon man wieder abrückte.
Am 1. Dezember 1966 wurde das Theater mit Mozarts Oper „Die Hochzeit des Figaro“ eröffnet. Mitwirkende waren die Bayerische Staatsoper und Rudolf Hartmann, der die Regie führte.

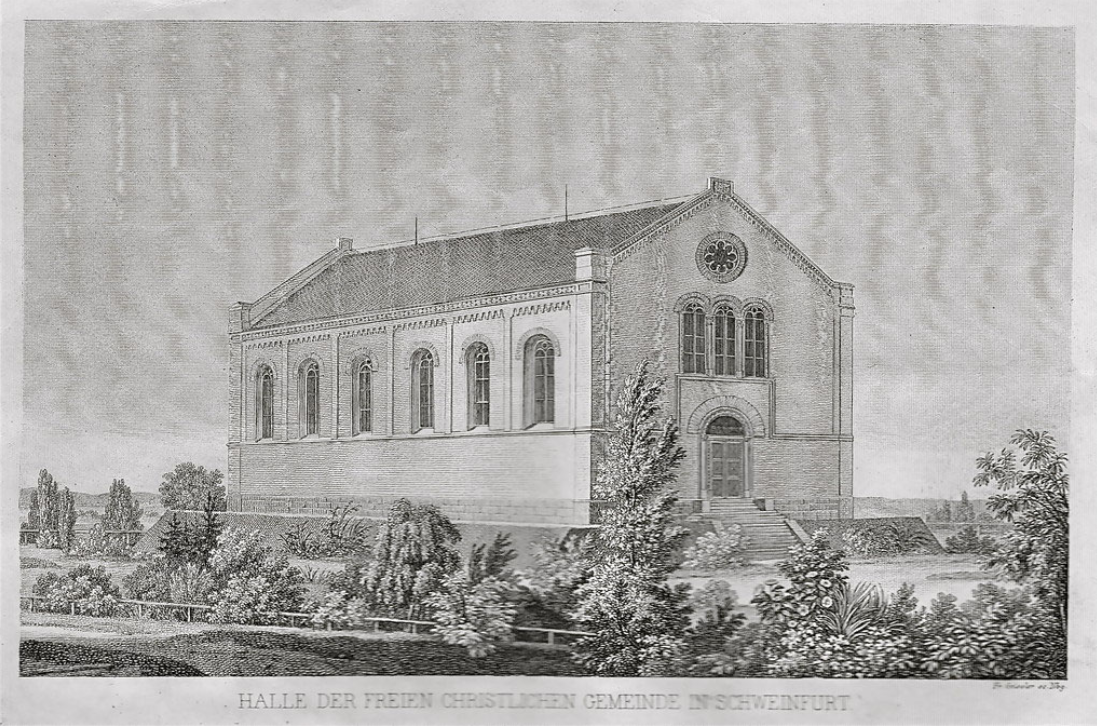
Freie Christliche Gemeinde am Schillerplatz. Ab 1859 Theater, im letzten Krieg zerstört
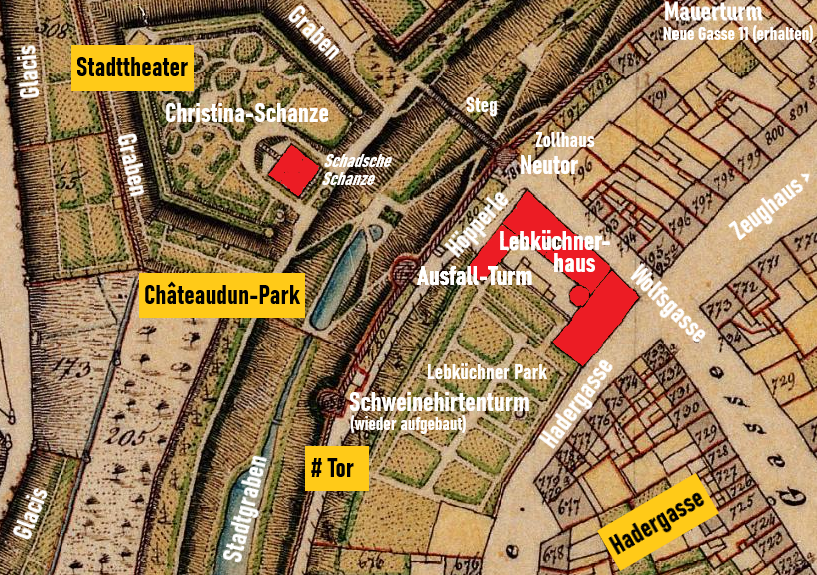
Christina-Schanze auf Urkataster von 1864. Weiße Schrift: auf Urkataster eingezeichnet. Schwarze Schrift: heutiger Bestand
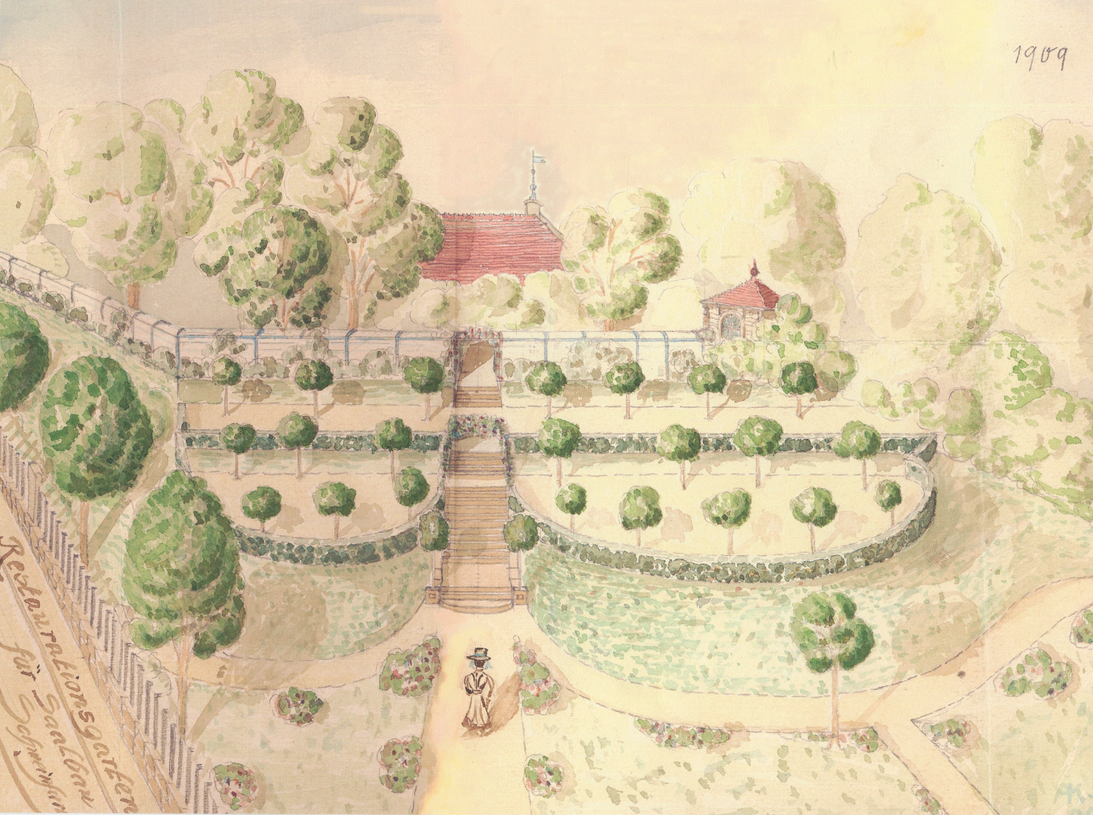
Christina-Schanze mit Saalbau Mayer 1909. Restaurationsgarten und Musikpavillon

## Gebäude

### Architektur

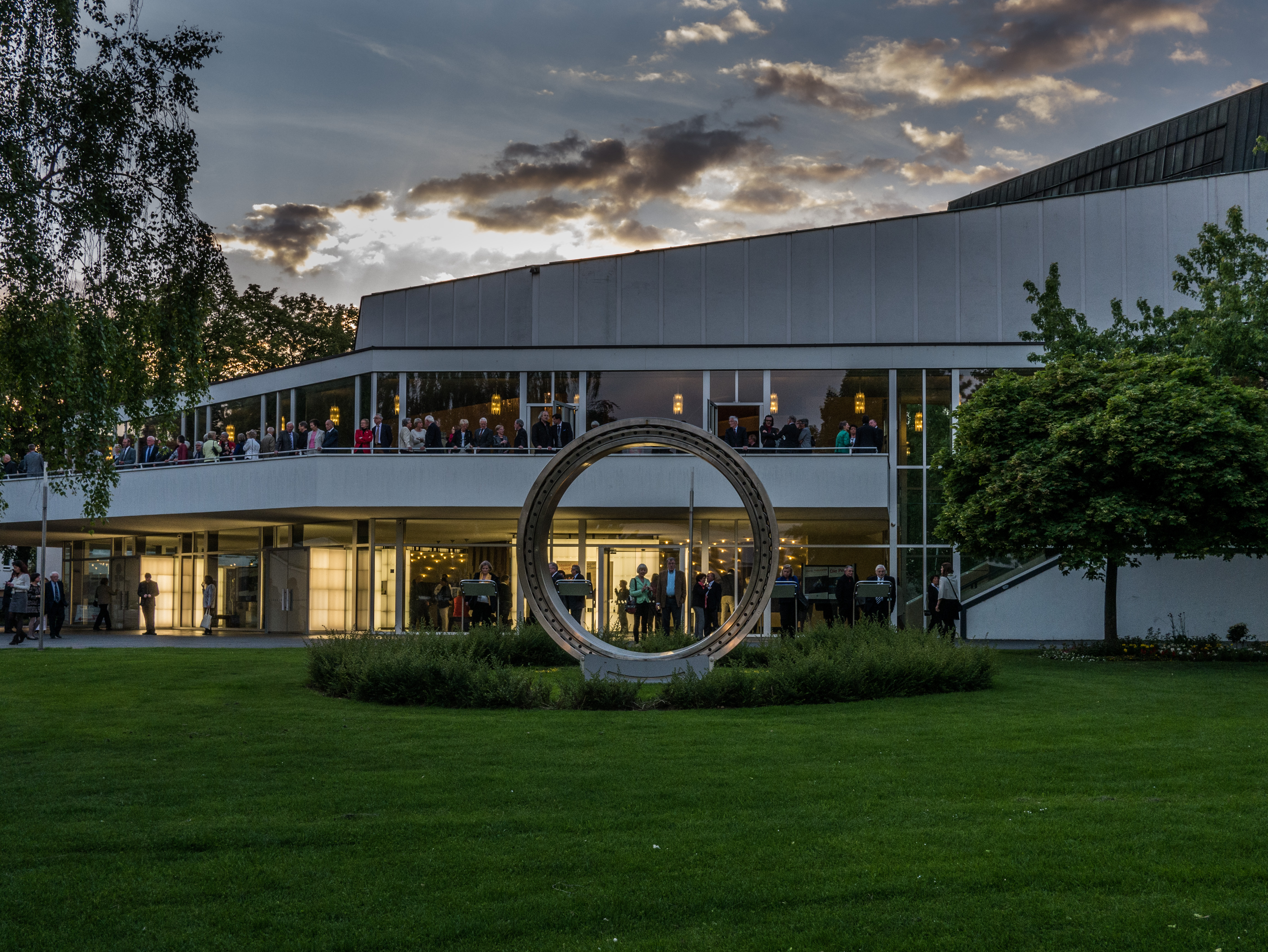
Blick vom Châteaudun-Park zum Theater

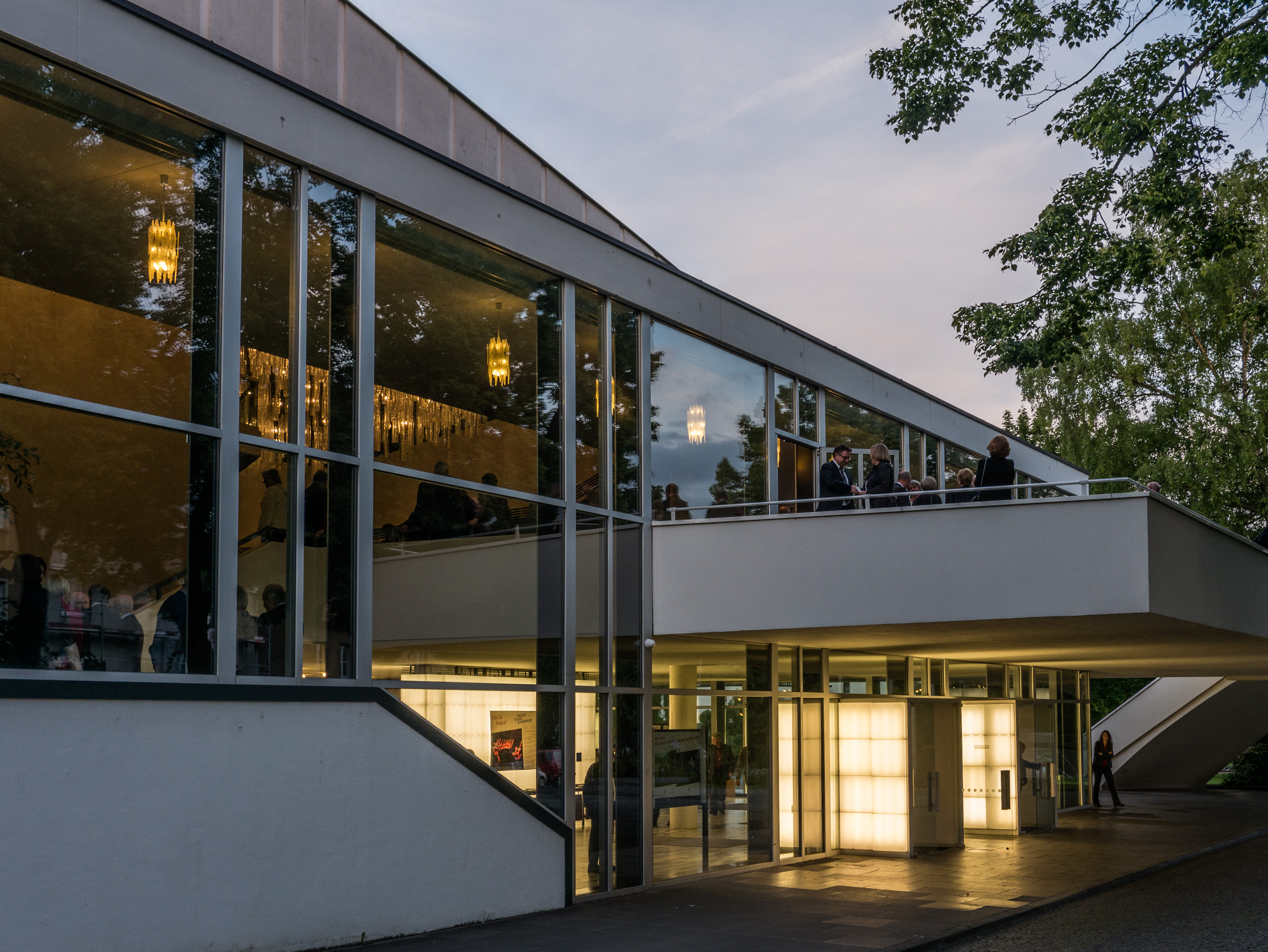
Eingang mit Foyer und Balkon

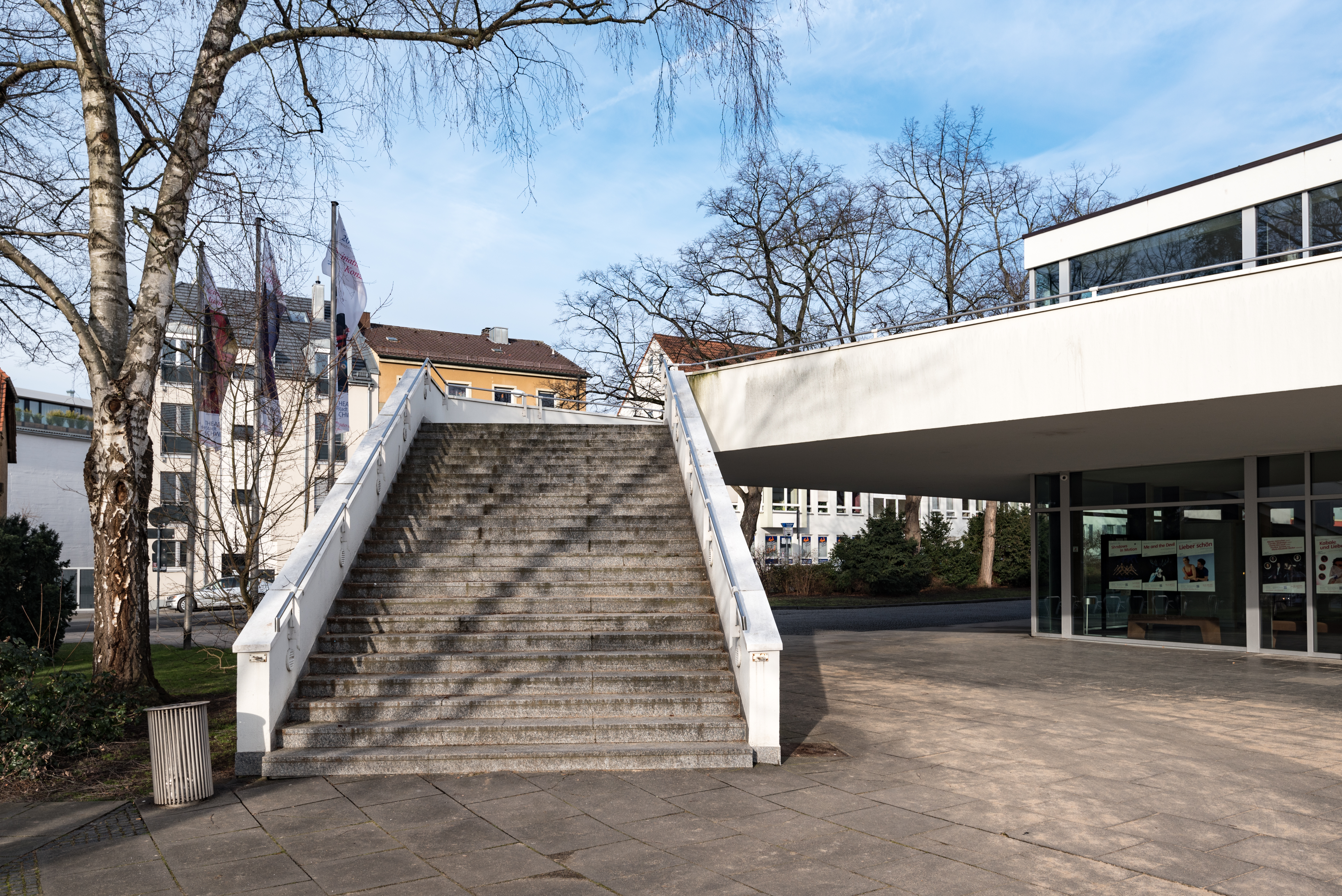
Freitreppe vom Balkon des Oberen Foyers in den Châteaudun-Park

50 Jahre nach Eröffnung wurde das Theater 2016 als Einzeldenkmal unter Denkmalschutz gestellt, als herausragendes Beispiel eines Theaterbaus der deutschen Nachkriegsmoderne. Das Gebäude besitzt einen fünfeckigen Grundriss. Der umbaute Raum beträgt über 50.000 Kubikmeter. Die technische Ausstattung der Vollbühne erlaubt Gastspiele fast jeder Größenordnung. Das variable Bühnenportal ist bis zu 12 m breit und bis zu 7 m hoch.
Die Außenfassaden wurden nicht, wie ursprünglich vorgesehen, mit weißem Marmor verkleidet; dieser blieb im Mix mit grauem und schwarzem Marmor dem Fußboden im Eingangsbereich und dem dazugehörigen Treppenaufgang vorbehalten. Stattdessen verwendete man weißen Putz, der die Linienführung des Bauwerks unterstreicht.
Das Foyer geht über zwei Etagen. Der Eingangs- und Foyerbereich erhält durch nach Süden ausgerichtete, große Fensterflächen viel Tageslicht, kann aber auch durch in breite Pfeiler integrierte Leuchten bzw. ausladende Deckeninstallationen aus Murano-Glas in helles Licht getaucht werden. Ein Balkon befindet sich an der Süd- und Westseite des Oberen Foyers, mit Blick über den Châtaudun-Park auf die Skyline der Stadt, in Art einer Cocktail Lounge für schöne Sommerabende. Über eine lange, geschwungene Treppe kann man von hier während der Pausen direkt in den öffentlichen Park gelangen.
Im Zuschauerraum mit großer Empore (Rang) fallen besonders die dreieckigen, räumlichen Strukturen an den Wänden rechts und links von den Zuschauerplätzen durch ihre dekorative Farbgestaltung ins Auge, die auch der Beleuchtung dienen. Auf nördlicher Seite grenzen an die Zuschauer- und Foyerräume Flächen „hinter der Bühne“, wo sich Künstler auf ihren Auftritt vorbereiten und benötigte Utensilien angeliefert werden können.

### Erste Sanierung
Bei der weitgehenden Kernsanierung des Theaters in den Jahren 2000 bis 2002 wurde unter anderem Asbest entfernt, außen und innen Oberflächen erneuert, die Technik (Heizung) auf den neuesten Stand gebracht, ein Aufzug eingebaut, der vor allem behinderten Besuchern einen leichteren Zugang gewährt und textile Bezüge im Zuschauerraum originalgetreu wieder hergestellt.

### Erweiterung, Generalsanierung und Wiedereröffnung
2023 begann die General- und Schadstoffsanierung des Theaters. In der Ersatzspielstätte im nahen Evangelischen Gemeindehaus werden knapp 150 Vorstellungen pro Spielzeit gezeigt. Die Wiedereröffnung des Theaters mit Festakt ist für Oktober 2027 geplant. Verhandlungen mit hochkarätigen Ensembles aus Deutschland laufen seit 2024.
Die Stadt Schweinfurt war durch das Sanierungs-Desaster des Mainfrankentheaters in Würzburg gewarnt, das im selben Jahr wie das Schweinfurter Theater (1966) eröffnet wurde. Es kam dort zu einer massiven Verzögerung der geplanten Wiedereröffnung, die auf längerer Sicht immer noch nicht möglich ist und zu einer Kostenexplosion auf über 100 Millionen Euro (Stand 2025). Die jahrelange Planung der Schweinfurter Theater-Sanierung im Vorfeld der Arbeiten zahlte sich bereits aus und ein Desaster wie in Würzburg konnte nahezu ausgeschlossen werden.
Das Bühnenhaus wird derzeit durch einen zweigeschossigen, unterirdischen Anbau erweitert; dabei stieß man auf Mauern der Christina-Schanze (siehe: Geschichte). Das Dach (Kupferblech), die Bühnentechnik (Schnürboden, Nutzlasten zum Hochziehen der Bühnenelemente, Bühnendach) und die Haustechnik (Elektro, Sanitär, Heizung, Lüftung, Brandschutz, Sprinkleranlagen) werden erneuert. Erstmals gibt es Sozialräume für die auftretenden Künstler.

## Spielplan
Der Spielplan umfasst Tanz, Konzerte, Schauspiel und andere Aufführungen. Als Mehrgenerationenhaus hat der Spielplan alle Altersgruppen und Genres im Fokus.

### Bamberger Symphoniker
Die Bamberger Symphoniker – Bayerische Staatsphilharmonie geben jährlich zahlreiche Konzerte. Seit 10. Oktober 1946 gastieren sie in Schweinfurt, nirgendwo häufiger, am 2. März 2019 zum 500. Mal im Rahmen einer Festveranstaltung. Nach Fertigstellung des Theaters 1966 war sogar eine Übersiedlung der Bamberger Symphoniker nach Schweinfurt im Gespräch, wovon jedoch wegen der Verbindungen zur Stadt Bamberg Abstand genommen wurde.

### Musik und Tanz
Zudem finden regelmäßige Weihnachtskonzerte statt, so mit dem Ensemble 1700 („Fatto per la notte di natale“) im Jahr 2017 und anderen.
Die internationale klassische Musikwelt war auch vertreten durch: große Ballett-Compagnien aus St. Petersburg, Perm, Kiew, Minsk und Constanța; Tanztruppen wie das Nederlands Dance Theater Den Haag, das Cullberg Ballett Stockholm, die Rambert Dance Company London, Pilobolus aus Connecticut (USA), die Grupo Corpo und die Balé da Cidade aus Brasilien oder das Ensemble Ivushka aus Tambow („Die russische Weihnachtsrevue“, 2017); Oper, aufgeführt von der Kammeroper München (Der Barbier von Sevilla, 2017) und anderen.
Moderne Musik wird interpretiert durch das Jazz-Salonorchester La Rose Rouge (Musik der 1920er und 1930er Jahre, 2017) und andere.

### Berühmte Auftritte
Berühmte Schauspieler, Sänger und weitere Darsteller traten im Theater auf, wie Heinz Rühmann, Jose Carreras, Ingeborg Hallstein oder der Pantomime Marcel Marceau.

## Eigene Produktionen

### Kabale und Liebe
Die erste Produktionen von 1971 stammt vom ersten Schweinfurter Theaterintendanten Günter Fuhrmann mit Schillers "Kabale und Liebe", die als Ensemble Szene 71 auf Tournee ging.

### Opernproduktion
Die Opernproduktion von 2024 stammt vom Intendanten Christof Wahlefeld, mit einer Kombination von Leoncavallos veristischer Oper Pagliacci (Der Bajazzo) und Mascagnis verschollener Oper Le maschere (Die Masken). Eine Kombination dieser Werke war bis dahin vollkommen unbekannt. Der Bajazzo wird sonst immer in der populären Kombination mit Mascagnis Cavalleria Rusticana gespielt.

## Theaterball
Der Erste Schweinfurter Theaterball von 2023 des rührigen Intendanten Wahlefeld schaffte es zur besten Sendezeit in das ARD-Weihnachtsprogramm.

## Intendanten
- 1962–1990: Günther Fuhrmann[17]
- 1991–2005: Rüdiger Nenzel
- 2006–2021: Christian Federolf-Kreppel[8]
- seit 2022: Dr. phil. Christof Wahlefeld[18]